# Parna lokomotiva
Párna lokomotíva je lokomotiva, ki kot pogonsko sredstvo uporablja vodno paro. Le-ta nastaja v parnem kotlu, ki je kurjen s premogom, z lesom, včasih tudi s šoto. Para opravi delo v parnem stroju, moč pa se prenaša preko vezne in pogonske ojnice do pogonskih koles. 
Prvo parno lokomotivo Rocket je v Angliji izdelal inženir George Stephenson. Danes je parna vleka v uporabi v manj razvitih deželah, v zahodnem svetu pa večinoma v turistične namene (t. i. muzejski vlak). Vagoni prvih parnih lokomotiv so bili zelo podobni kočijam, le da so imeli železna kolesa namesto lesenih. Potniki so sedeli v vagonih ter na strehi.
Parne lokomotive so bile na slovenskih progah iz rednega prometa umaknjene leta 1978.

## Zanimivost
Največja parna lokomotiva, ki so jo kadarkoli izdelali, je nosila vzdevek Veliki deček.

## Galerija slik
- Muzejska parna lokomotiva iz rudnika premoga v Zagorju ob Savi.
- Muzejska parna lokomotiva SŽ 25-026 letnik 1920 na železniškem postajališču v Puščavi.
- Muzejska parna lokomotiva SŽ 06-18 letnik 1930 v Mostu na Soči.
- Video delovanja parne lokomotive JŽ 06-018 na progi Ljubljana-Litija